# ギュゼルユルト地区

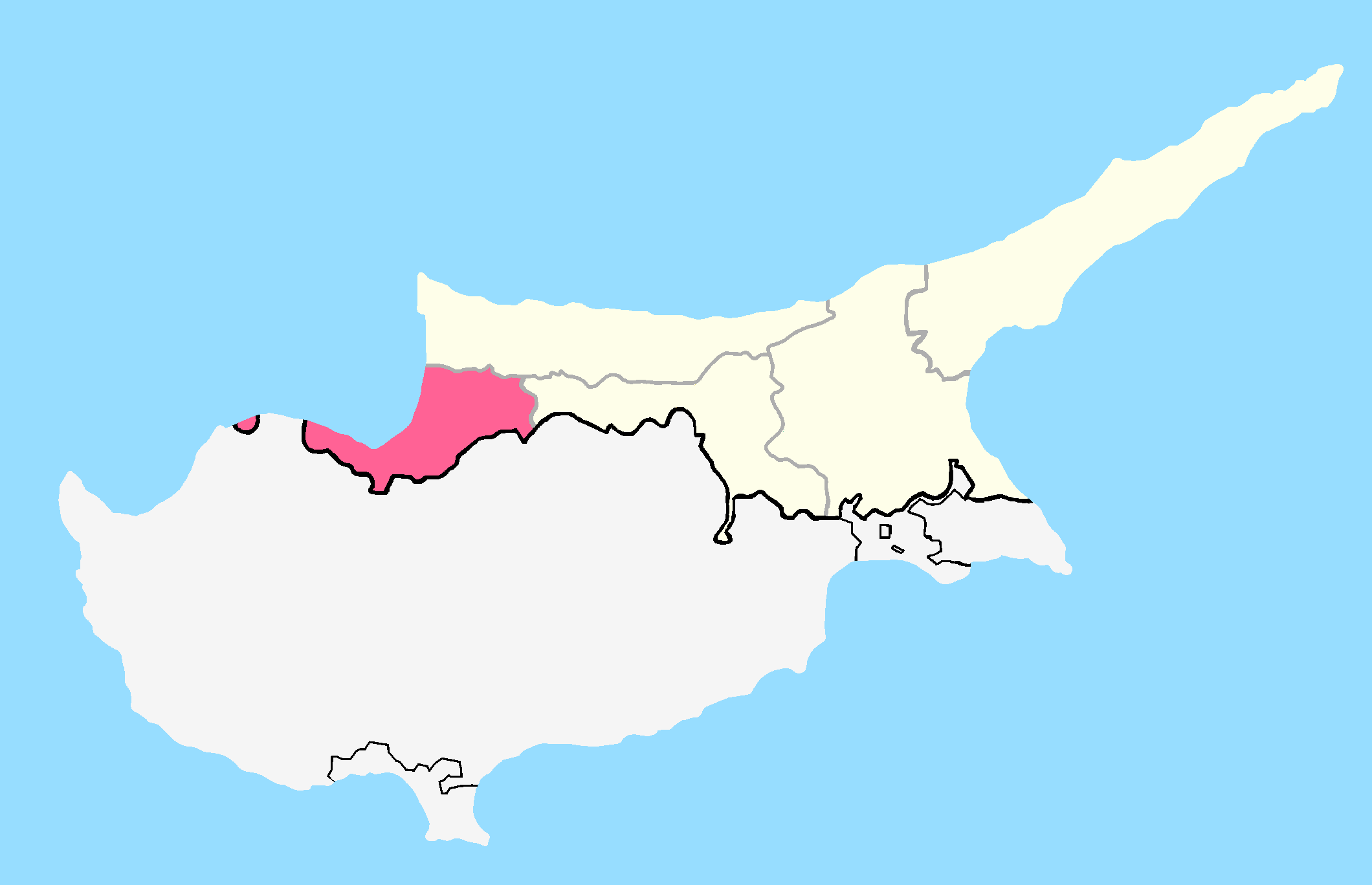
北キプロスのギュゼルユルト地区の位置

ギュゼルユルト地区（トルコ語: Güzelyurt İlçesi）は北キプロスの地区である。1998年1月にレフコシャ地区から分離した。
- ギュゼルユルト
- レフケ

の2つの小地区からなり、
中心都市はモルフォウ（トルコ語: ギュゼルユルト）である。2011年の人口は3万590人。